# Walter Weir
Pour les articles homonymes, voir Weir.
Walter C. Weir (né le 7 juin 1929 et décédé le 17 avril 1985) était une personnalité politique canadienne qui a été premier ministre du Manitoba de 1967 à 1969.